# Oh No Not My Baby
«Oh No Not My Baby» («О, ні, не моя дитина») — пісня, написана Джеррі Гоффіном і Керол Кінг. У тексті пісні описується, як друзі та сім'я постійно попереджають її оповідача про зради партнера. Пісня вважається американським стандартом через її давню популярність як серед слухачів, так і серед виконавців, що записуються.

## Історія
Першу випущену версію «Oh No Not My Baby» було записано Максін Браун, за словами якої, пісня була вперше виконана її товаришами за лейблом звукозапису «Scepter Records», гуртом «The Shirelles», але через часту зміну його учасників ця ідеї не мала успіху.
Браун казала, що виконавчий директор «Scepter» Стен Грінберг дав їй пісню, порадивши співачці «знайти оригінальну мелодію» із записів «The Shirelles»: «вони [пішли] так далеко, що кожен [учасник гурту] взяв на себе ініціативу. Ніхто більше не знав, де стояла справжня мелодія».
Браун згадувала, як сиділа на ганку свого одноповерхового будинку у Квінсі і слухала крізь відчинене вікно мелодію «The Shirelles». Група дітей, що стрибала зі скакалкою на тротуарі поряд, підхопила основний мотив пісні «О, ні, моя дитина» — це і подало Браун ідею мелодії пісні. Браун записала свій вокал й наклала його на трек «The Shirelles», прибрвши спів гурту, а Ді Ді Ворвік виконала гармонійний вокал у приспіві.
Випущений у вересні 1964 альбом Браун «Oh No Not My Baby» провів сім тижнів у топ-40 чарту «Billboard Hot 100» з грудня 1964-го по січень 1965 року, посівши 24-е місце. Пісня увійшла до її другого студійного альбому «Spotlight on Maxine Brown», випущеного 1965 року.

## Версія Рода Стюарта
У 1973 році Род Стюарт записав свою версію «Oh No Not My Baby» (яку записав за допомогою своїх товаришів по гурту «Faces» Роном Вудом, Кенні Джонсом і Аєном Маклаганом), яка була неальбомним синглом, що посів 6-го місце у чарті Великої Британії у вересні 1973 року, а потім досяг 59-го місця у чартах США та Канади наприкінці року. Сторона-Б синглу містила пісню «Jodie» гурту «Faces», написану Роном Вудом, Родом Стюартом та Яном Маклаганом.

## Версія Шер
У листопаді 1992 року американська співачка Шер також випустила пісню «Oh No Not My Baby», спродюсовану Пітером Ешером. Трек став міжнародним хітом на початку 1993 року з помірним успіхом. Редактор «AllMusic» Дж. Ф. Проміс назвав її кавер-версію «сміливим».

### Трек-лист
- Європейський 7-дюймовий LP і касетний сингл

1. «Oh No Not My Baby» — 3:09
2. «Love Hurts» — 4:19

- Європейський 12-дюймовий LP і CD сингл

1. «Oh No Not My Baby» — 3:09
2. «Love on a Rooftop» — 4:22
3. «Love Hurts» — 4:19
4. «Main Man» — 3:48

### Чарти
| Чарт (1992–93)                                       | Позиція |
| ---------------------------------------------------- | ------- |
| Австрія (Ö3 Austria Top 75)                          | 30      |
| Європа (European Hot 100 Singles)                    | 87      |
| Європа (European Adult Contemporary (Music & Media)) | 4       |
| Європа (European Hit Radio (Music & Media))          | 14      |
| Німеччина (Media Control AG)                         | 52      |
| Ісландія (Íslenski Listinn Topp 40)                  | 28      |
| Іспанія (Spanish Radio (Promusicae))                 | 35      |
| Швейцарія (Media Control AG)                         | 19      |
| Велика Британія (UK Singles Chart)                   | 33      |

## Інші версії
- Пісня була виконана гуртом «Manfred Mann», під назвою «Sha La La», вона була створена за версією «The Shirelles» й потрапила до топ-40 чарту США разом з «Oh No Not My Baby» Браун. Окрім версія цього гурту, під назвою «Oh No Not My Baby», була випущена 9 квітня 1965 року у Великій Британії, де досягла 11-го місця.[14] Сингл «Oh No Not My Baby» «Manfred Mann» не випускався у США, але вийшов у Канаді, де не потрапив у чарти та в Австралії, де посів 67-е місце.
- Дасті Спрингфілд записала свою версію пісні для свого другого альбому «Ev'rything's Coming Up Dusty» у 1965 році.
- Арета Франклін записала свою версію «Oh No, Not My Baby» для своєї платівки «Spirit In The Dark» 1970 року за участю гурту «Muscle Shoals Rhythm Section».
- Меррі Клейтон записала свою версію «Oh No Not My Baby» у 1972 році, за співавторством Керол Кінг, яка також грала на фортепіано. Спродюсований Лу Адлером, сингл досяг 72-го місця у «Billboard Hot 100», 61-е місце у чарті «Cash Box Top 100 Singles» та 30-го місця у чарті «Billboard's Bestselling Soul Singles». Незважаючи на невисокі показники в чартах, трек Клейтон був номінований на премію «Греммі» за найкращий жіночий вокал у стилі R&B у 1972 році.[15]
- Виконавець Де Блан теж записав свою версію «Oh No Not My Baby» у 1976 році, яка стала незначним хітом в стилі R&B, що посів 70-е місце в чартах.
- Лінда Ронстадт записала свою версію «Oh No Not My Baby» для свого альбому «Winter Light» 1993 року. Трек досяг 35-го місця в радіо-чарті журналу «Billboard» «Hot Adult Contemporary Tracks» у 1994 році.
- Гурт «The Partridge Family» записав свою версію «Oh No Not My Baby» для свого альбому «Bulletin Board» у 1973 році. Ця версія виконувалася у 6-й серії 4-го сезону телешоу «Подвійних неприємностей».

## Семпли
- Вступний риф до версії Максін Браун використала Габрієлла Чилмі у своєму синглі «Sanctuary».